# Africoraphidia spilonota
{{Bảng phân loại
| name = Africoraphidia spilonota
| image_width = 
| image_caption = 
| regnum = Animalia
| phylum = Arthropoda
| classis = Insecta
| ordo = Raphidioptera
| familia = Raphidiidae
| subfamila = Raphidiinae
| tribus = 
| subtribus = 
| genus = Africoraphidia
| species = A. spilonota
| binomial = Africoraphidia spilonota
| binomial_authority = [[Longinos Navás|Navás]], 1915
| image = 
}}
Africoraphidia spilonota là một loài côn trùng trong họ Raphidiidae thuộc bộ Raphidioptera. Loài này được [[Longinos Navás|Navás]] miêu tả năm 1915.